# Maria Ștefan
Maria Ștefan-Mihoreanu (* 16. Februar 1954 in Jurilovca als Maria Cosma) ist eine ehemalige rumänische Kanutin.

## Karriere
Maria Ștefan nahm dreimal an Olympischen Spielen teil. Bei ihrem Olympiadebüt 1976 in Montreal belegte sie im Einer-Kajak auf der 500-Meter-Distanz zunächst nur den vierten Rang in ihrem Vorlauf, sodass sie in die Hoffnungsläufe musste. Dort gewann sie ihren Lauf und qualifizierte sich nach Platz zwei im Halbfinale für den Endlauf. In 2:05,40 Minuten schloss sie den Wettkampf im Finale auf dem fünften Platz ab. Vier Jahre darauf war das Teilnehmerfeld in Moskau im Einer-Kajak wesentlich kleiner. Ihr zweiter Platz in den Vorläufen reichte diesmal bereits für den Finaleinzug. Mit einer Rennzeit von 2:00,9 Minuten verpasste sie jedoch im Finale als Vierte knapp einen Medaillengewinn.
Bei den Olympischen Spielen 1984 in Los Angeles gehörte Ștefan zum rumänischen Aufgebot im Vierer-Kajak über die 500 Meter. Da nur sieben Mannschaften vertreten waren, gab es keine Vorrunden. Die Rumäninnen überquerten nach 1:38,34 Minuten als Erste die Ziellinie, womit sie mit 0,53 Sekunden Vorsprung vor den zweitplatzierten Schwedinnen und 1,06 Sekunden Vorsprung vor den Kanadierinnen auf Platz drei Olympiasiegerinnen wurden. Neben Ștefan sicherten sich Agafia Constantin, Nastasia Ionescu und Tecla Marinescu die Goldmedaille.
Ștefan gelangen bei Weltmeisterschaften zahlreiche Medaillengewinne. Mit dem Vierer-Kajak gewann sie 1973 in Tampere, 1974 in Mexiko-Stadt und 1983 nochmals in Tampere jeweils die Bronzemedaille über 500 Meter. Auch im Zweier-Kajak gelang ihr über 500 Meter dieser Erfolg, als sie 1981 in Nottingham Dritte wurde. Im Einer-Kajak sicherte sie sich jeweils 1974 in Mexiko-Stadt, 1978 in Belgrad und 1983 in Tampere Bronze. Darüber hinaus wurde sie 1977 in Sofia im Einer-Kajak Vizeweltmeisterin.
Sie ist die Schwägerin von Maria Nichiforov, die ebenfalls olympische Kanutin war.